# Jeff Dinitz
Jeffrey „Jeff“ Dinitz (* 1952 in Brooklyn, New York) ist ein US-amerikanischer Mathematiker, der sich mit Kombinatorik befasst. Er ist Professor an der University of Vermont.
Dinitz wurde 1980 bei Richard M. Wilson an der Ohio State University promoviert (Lower Bounds For The Number Of Pairwise Orthogonal Symmetric Latin Squares). Er ist Professor an der University of Vermont, an der er 1998 bis 2004 der Mathematik-Fakultät vorstand.
Dinitz ist für die Dinitz-Vermutung in der Kombinatorik bekannt, die er 1979 gegenüber Paul Erdős erwähnte und die 1994 von Fred Galvin bewiesen wurde. Die Vermutung betrifft die Frage der Existenz einer Erweiterung der Definition Lateinischer Quadrate. Man färbe eine n × n Anordnung mit einem n-Tupel mit Elementen aus einer Menge von {\displaystyle m\geq n} Elementen, so dass sich kein Symbol in einer Reihe oder Spalte wiederholt. Die Vermutung behauptet, dass dies möglich ist.
Dinitz ist Herausgeber des Journal of Combinatorial Designs.

## Schriften
- Herausgeber mit Charlie Colbourn: CRC Handbook of Combinatorial Designs, Chapman and Hall/CRC 2006
- mit Douglas R. Stinson (Herausgeber): Contemporary Design Theory. A collection of surveys. Wiley 1994
  - Darin mit Stinson: A brief introduction to design theory